# Пануко (річка)
Па́нуко (ісп. Río Pánuco) — річка на сході Мексики. Утворюється злиттям річок Санта-Марія (витоки на Центральній Месі) і Моктесума (витоки на Поперечній Вулканічній Сьєррі). Довжина разом із Санта-Марією — 510 км, з Моктесумою — 600 км. Площа басейну — 66 000 км². У нижній течії на Примексиканській низовині сильно меандрує, впадає у Мексиканську затоку спільним річищем з річкою Тамесі.
Річка багатоводна протягом всього року, паводки влітку. Великі судна підіймаються вверх по річці на 4—6 км від гирла до міста Тампіко, більш менші — на 80—100 км. У середній і верхній течіях використовується для зрошення.